# Mexicallis brevituberculatus
Mexicallis brevituberculatus är en insektsart. Mexicallis brevituberculatus ingår i släktet Mexicallis och familjen långrörsbladlöss. Inga underarter finns listade i Catalogue of Life.